# Władysław Bartoszewski
Władysław Bartoszewski (Varsovia, 19 de febrero de 1922-Varsovia, 24 de abril de 2015) fue un historiador, profesor, periodista y político polaco.
Fue miembro de la resistencia polaca durante la Segunda Guerra Mundial y recibió el reconocimiento Justo entre las Naciones. Ocupó los cargos de senador y ministro de asuntos exteriores.

## Biografía
Estudió en la Universidad de Varsovia y el 19 de septiembre de 1940 fue arrestado y enviado a Auschwitz (prisionero número 4427), de donde fue liberado el 8 de abril de 1941 gracias a la Cruz Roja polaca. En agosto de 1942 comenzó su actividad en la resistencia polaca (Armia Krajowa). En septiembre de 1942, empezó a encargarse de la Comisión de Ayuda a los Judíos Żegota y ayudó a los insurgentes del gueto de Varsovia en abril de 1943 y tras el Alzamiento de Varsovia se estableció en Cracovia.
Después de la guerra fue miembro del PSL (Unión del pueblo polaco), la única organización política de oposición al partido comunista. El 15 de noviembre de 1946 fue arrestado por los comunistas por espionaje y encarcelado en una prisión del Ministerio de la seguridad interior polaco, siendo condenado a ocho años, pero lo liberaron a causa de su estado de salud en 1954. A partir de 1955, se consagró al periodismo y en 1966 el instituto Yad Vashem lo nombró «Justo entre las naciones».
En 1969 fue elegido para el PEN Club Polaco, que presidió en 1972 y 1983. Entre 1973 y 1985 enseñó historia contemporánea en la Universidad Católica de Lublin.
Estuvo en la oposición democrática de Polonia y fue uno de los fundadores de la Sociedad de Cursos Científicos (TKK), una universidad alternativa clandestina de donde era también profesor. En agosto de 1980, mostró su apoyo en público al sindicato Solidaridad y fue encarcelado en 1981 durante el gobierno del general Jaruzelski. Tras el cambio de régimen fue embajador en Austria (1990-1995), ministro de Asuntos exteriores (1995 y 2000-2001), senador entre 1997 y 2001 y presidente del Consejo Internacional del museo de Auschwitz desde 1991.

## Obra

### En polaco
- 1962 Konspiracyjne Varsaviana poetyckie 1939–1944: zarys informacyjny
- 1966 Organizacja małego sabotażu „Wawer“ w Warszawie (1940–1944)
- 1967 Ten jest z Ojczyzny mojej. Polacy z pomocą Żydom 1939–1945 (con Zofia Lewinówna)
- 1967 Warszawski pierścień śmierci 1939–1944
- 1970 Kronika wydarzeń w Warszawie 1939–1949 (con Bogdan Brzeziński y Leszek Moczulski)
- 1974 Ludność cywilna w Powstaniu Warszawskim. Prasa, druki ulotne i inne publikacje powstańcze I–III
- 1974 1859 dni Warszawy (con Aleksander Gieysztor)
- 1979 Polskie Państwo Podziemne
- 1983 Los Żydów Warszawy 1939–1943. W czterdziestą rocznicę powstania w getcie warszawskim
- 1984 Jesień nadziei: warto być przyzwoitym
- 1984 Dni walczącej stolicy. Kronika Powstania Warszawskiego
- 1985 Metody i praktyki Bezpieki w pierwszym dziesięcioleciu PRL (con el pseudónimo Jan Kowalski)
- 1986 Syndykat zbrodni (con el pseudónimo „ZZZ“)
- 1987 Na drodze do niepodległości
- 1988 Warto być przyzwoitym. Szkic do pamiętnika
- 1990 Warto być przyzwoitym. Teksty osobiste i nieosobiste
- 2001 Ponad podziałami. Wybrane przemówienia i wywiady – lipiec-grudzień 2000
- 2001 Wspólna europejska odpowiedzialność. Wybrane przemówienia i wywiady, styczeń–lipiec 2001
- 2005 Moja Jerozolima, mój Izrael. Władysław Bartoszewski w rozmowie z Joanną Szwedowską (con Andrzej Paczkowski)
- 2006 Władysław Bartoszewski: wywiad-rzeka (con Michał Komar)
- 2006 Dziennik z internowania. Jaworze 15. Dezember 1981–19. April 1982
- 2010 O Niemcach i Polakach. Wspomnienia. Prognozy. Nadzieje

### En alemán
- 1967 Die polnische Untergrundpresse in den Jahren 1939 bis 1945
- 1983 Das Warschauer Getto wie es wirklich war. Zeugenbericht eines Christen
- 1983 Herbst der Hoffnungen: es lohnt sich, anständig zu sein
- 1986 Aus der Geschichte lernen? Aufsätze und Reden zur Kriegs- und Nachkriegsgeschichte Polens (con Stanisław Lem)
- 1987 Uns eint vergossenes Blut. Juden und Polen in der Zeit der Endlösung
- 1990 Polen und Juden in der Zeit der "Endlösung"
- 2000 Kein Frieden ohne Freiheit. Betrachtungen eines Zeitzeugen am Ende des Jahrhunderts
- 2005 Und reiß uns den Hass aus der Seele

### En inglés
- 1968 Warsaw Death Ring: 1939–1944
- 1969 Righteous Among Nations: How Poles Helped the Jews 1939–1945
- 1970  The Samaritans: Heroes of the Holocaust (con Zofia Lewin)
- 1988 The Warsaw Ghetto: A Christian's Testimony
- 1991 The Jews in Warsaw: A History (con Antony Polonsky)
- 1991 The Convent at Auschwitz

## Premios
- 1986 Premio de la Paz del Comercio Librero Alemán.[5]
- 1995 Premio Romano Guardini.
- 2005 Premio Grupo Compostela.
- 2008 Premio a la Libertad de la Universidad Libre de Berlín.[6]

## Condecoraciones
- Noviembre del 2009: Medalla honorífica Bene Merito, otorgada por el ministro de Relaciones Exteriores de Polonia.[7]

## Doctoradoshonoris causa
Bartoszewski fue investido doctor honoris causa por diversas universidades.
- Universidad Polaca en el Exilio, Londres, 1981
- Baltimore Hebrew College, EE. UU., 1984
- Universidad de Breslavia, 1996
- Universidad de Augsburgo, 2001
- Universidad de Marburgo, 2001
- Universidad de Varsovia, 2002
- Universidad de Gdansk, 2005
- Universidad Católica de Lublin, 2007